# Lafraye
Lafraye település Franciaországban, Oise megyében. Lakosainak száma 350 fő (2022. január 1.). Lafraye Haudivillers, Oroër, Reuil-sur-Brêche és Velennes községekkel határos.

## Népesség
A település népességének változása:
| Lakosok száma | 376  | 373  | 378  | 368  | 367  | 363  | 358  | 354  | 350  |
|               | 2013 | 2015 | 2016 | 2017 | 2018 | 2019 | 2020 | 2021 | 2022 |